# Liffré
Liffré (bretonsko Liverieg) je naselje in občina v severozahodnem francoskem departmaju Ille-et-Vilaine regije Bretanje. Leta 2009 je naselje imelo 6.756 prebivalcev.

## Geografija
Kraj leži v pokrajini Bretaniji 19 km seveovzhodno od Rennesa.

## Uprava
Liffré je sedež istoimenskega kantona, v katerega so poleg njegove vključene še občine La Bouëxière, Chasné-sur-Illet, Dourdain, Ercé-près-Liffré, Livré-sur-Changeon, Saint-Sulpice-la-Forêt in Thorigné-Fouillard s 24.319 prebivalci.
Kanton Liffré je sestavni del okrožja Rennes.

## Zanimivosti
- cerkev sv. Mihaela iz druge polovice 19. stoletja,
- jezero Étang du Moulin.

## Pobratena mesta
- Beniel (Murcija, Španija),
- Piéla (Burkina Faso),
- Wendover (Anglija, Združeno kraljestvo).